# ネルソン・グッドマン
ネルソン・グッドマン（Nelson Goodman、1906年8月7日 - 1998年11月25日）は、アメリカの哲学者。認識論、言語哲学、美学などの領域で業績を残した。1951年の著書「The Structure of Appearance」では師のC・I・ルイスの議論を継承、展開し、クオリアに研究の先鞭をつけたことで知られる。

## 生涯
1906年、マサチューセッツ州サマービルで生まれた。1928年にハーバード大学を卒業。カルナップやクオリアの概念を提出したことでも知られるC.I.ルイスに影響を受ける。ボストンで画廊を経営しつつハーバードの大学院で学び、1941年に学位取得。第二次世界大戦時に従軍した。
戦後、1946年から1964年にかけてペンシルベニア大学で教える。このときの生徒には、ノーム・チョムスキーやのち政治哲学者となるシドニー・モルゲンベッサーやヒラリー・パトナムがいた。「哲学学部」としての縛りを嫌い、ハーバード大学の認知研究所(the Harvard Center for Cognitive Studies)の研究員となり、のちいくつかの大学を転々とし、1968年よりハーバード大学で教鞭をとった。
1998年、マサチューセッツ州ニーダムで死去。

## 代表的な哲学的貢献

### 唯名論とメレオロジー
グッドマンの哲学を通底するのは唯名論の考え方である。非実在論(en:Irrealism)ともいわれる。
アルフレト・タルスキの師であったポーランドの論理学者スタニスワフ・レシニェフスキが提唱したメレオロジーの分野でも業績を残す。
グッドマンはスタニスワフ・レシニェフスキとともに、哲学、論理学、数学は集合論なしですますべきだと主張する。グッドマンの唯名論は、主に存在論的な考察から導かれた。クワインとともに書いた1947年の長大で難解な論文の後、グッドマンは集合論なしで数学を再構成することが難しいことに思い至る。1913年にラッセルとホワイトヘッドの「プリンキピア・マテマティカ」が出版された時点では、集合論が数学の唯一の基礎だとは信じていなかったにもかかわらず、である。
数学を論理公理から再構成するダフィット・ヒルベルトのプログラムは役に立たないことが1936年にゲーデルによって証明された。このことや他の一見すると実りあるように思われた他の研究の流れの失敗を受けて、クワインは間もなくそうした再構成は不可能であると信じるに至ったが、グッドマンの同僚リチャード・ミルトン・マーティンはそれに反対し、今後の方向性を示唆する多くの論文を書いた。クワインは数学を科学と区別するアドホックな仕掛けなどは捨て去ったのであり、結果である同化をただ受け入れたにすぎないと力説しながら、理論(科学の体系)への負荷を、その意味を理論的文脈に応じて劇的に変化させるような個別の文にはかけようとはしなかったという。このようにして、数学の哲学、科学哲学は疑似経験論としてみなされるようになる。

### 帰納的推論に関する理論(グルーのパラドックスと投影可能性)
グルーのパラドックスは帰納にまつわるパラドックスの一つで、グッドマンによって「帰納の新しい謎」(new riddle of induction)というタイトルの論文の中で発案された。
このパラドックスはヒュームの古典的な帰納法の問題を継承したものである。
グッドマンはヒュームの帰納的推論に関する説をまずは受け入れる。ヒュームによれば過去の経験は未来の出来事に干渉する。また帰納的推論は人間の習慣や社会生活に基づくものであり、日常生活における事物によって日々調整されている。
グッドマンはしかし、ヒュームがいくつかの調整は習慣をつくるものであり(たとえば所与の銅貨が電気を伝導すると、銅貨が電気を伝導するという諸説・主張の信頼性が増す)、そうでない調整もある(例えば三人の男が部屋にいることは、部屋にいるのは三人の男であるという確証・主張の信頼性を増やしはしない)ということを見落としていると批判する。このような調整と、偶発的な一般性から戒律的な主張を構成する諸仮説とをいかに見分けることができるだろうか。
カール・ヘンペルの確言理論での解決は、あるクラスにおけるすべての事物に適用される仮説と、一つの事だけを指し示す証拠的な主張とを区別するというものであった。
グッドマンはこれらへの反論として、「グルー」について議論する。
グルー(grue)とは、たとえば、「2050年までに初めて観察されたものについては緑(green)を指し、2050年以降に初めて観察されたものについては青(blue)を指す」と定義される。グルーは、緑と青の切れ目にどの時点をとるかで無数の定義がありうる。
「エメラルドは緑である」という命題について2000年の段階でわれわれが持つ証拠はすべて、「エメラルドはグルーである」という命題の証拠にもなるため、この2つの命題は同じくらい強く検証されている。しかし、2050年以降に初めて観察されるエメラルドがどういう色を持つかについてはこの2つの命題はまったく異なる予測をすることになる。
ヒューム的な懐疑を避けるために斉一性原理(すでに観察したものはまだ観察していないものと似ている)を認めたとしても、どういう斉一性を想定するか(エメラルドは緑だという斉一性か、エメラルドはグルーだという斉一性か)によって、事実上あらゆる予測が斉一性原理と両立してしまう、ということを示している。
われわれは、無意識に投影可能 (projectible)な述語(緑はこちらに分類される)とそうでない述語(グルーはこちらに分類される)を分け、projectibleな述語のみを帰納に使う。しかし、投影可能性を正確に定義することも投影可能な述語だけが帰納に使えると考える根拠を示すことも非常に困難である。

### 論理体系の正当化
論理学の基本的な推論規則や公理はどのようにして正当化されるのかということについて、グッドマンは、循環的な正当化のモデルを呈示した。それによれば、個別の推論の正当化は確かに推論規則や公理に照らしてなされるが、推論規則や公理の正当化は、それを具体例にあてはめたときに出てくる個別の推論がわれわれにとって受け入れ可能かどうかということで判断される。
論理体系の正当化についてのこの考え方は、のちに倫理学の領域でジョン・ロールズによって採用され、反省的均衡という名前で流布されることとなった。

### 世界制作論
1975年の『世界制作の方法』において、グッドマンは「人間はヴァージョンを制作することによって世界を制作する」という主張を行った。「ヴァージョン」とは記号システムのことである。例えば、日常的知覚、言語的表現、絵画作品、音楽、表情、身振りなどはいずれも「記号システム」であるが、世界制作とのかかわりで認識論的に重要なのは当然ながら「科学理論」にほかならない。
世界制作論のいくつかの重要な含意のうち最も問題をかもすのは、その複数主義であろう。すなわち、論理的に両立し得ないが「正しい」複数のヴァージョンがありうる、という主張である。それゆえ世界は数的に複数存在することになる。これをどのように解釈すべきだろうか。
彼のこの見地は一種の構成主義であるが、ヴァージョンの背後に何かしら実在する世界なるものを認めるわけではない。この意味で世界制作論はある種の反実在論、いや非実在論(irrealisim)を主張している。この思想は古代東アジアに発祥したブッディズムとりわけ「唯識論」に酷似する点に注意が必要かもしれない。
「緑」と「グルー」のどちらを選ぶかという選択に見られるように、われわれがどういう述語を使って世界を切り分けるかで、世界を構成する基本的なカテゴリー、すなわち世界の存在論は全く変わってくる。同等に「正しい」複数の存在論が存立する結果になる。しかしグッドマンはカント的な「物自体」を是認しない。グッドマンのこうした考え方はヒラリー・パトナムに影響を与え、パトナムが内的実在論を展開する一つの起因となった。

### 芸術の記号主義的解釈
グッドマンはまた美学の分野において芸術を科学と同等の認識論的機能を有する「もうひとつのヴァージョン」のあり方として重要視している。彼によれば、芸術は科学と遜色のない認識価値を有するのである。

## 日本語訳された著書
- 『事実・虚構・予言』(Fact, fiction, and forecast)、雨宮民雄訳, 1987年 勁草書房
- 『世界制作の方法』 (Ways of worldmaking)、菅野盾樹, 中村雅之訳, 1987年(みすず書房)
- 『世界制作の方法』 (Ways of worldmaking)、菅野盾樹訳,2008年(筑摩書房)
- 『記号主義』(エルギンとの共著)菅野盾樹訳, (みすず書房)
- 『芸術の言語』(Languages of art)、戸澤義夫, 松永伸司訳, 2017年（慶應義塾大学出版会）